# Стойко Дончев
Стойко Дончев е български архитект, творил през втората половина на XX век.

## Биография
Архитект Стойко Дончев е роден през 1922 г. в село Тантури (дн. Родина), Великотърновско. Той е част от първото поколение архитекти, които завършват Държавната политехника след 1944 г. Арх. Дончев развива своята проектантска дейност в ИПП “Земпроект” (по-късно преустроен в КИПП “Агропромпроект”), като работата му е тясно свързана с проектирането и изграждането на обществени и културни сгради в много градове и села на България.

## Творчество
Най-голямото произведение на арх. Стойко Дончев е тотално промененият облик на с. Лозница (по-късно провъзгласено за град), където успява успешно да прокара и реализира идеите си на всички нива - от устройственото планиране на града до най-малките детайли в сградите. Първият му проект в Лозница е чешма пред къщата на Пенчо Кубадински (висш партиен функционер в БКП), а след това проектира сградата на старата Община (тогава Селсъвет), последвана от културния дом. След това продължава с проектирането на сградата на РПК (районен партиен комитет), здравния дом, автогара с кино, спортната зала и новата сграда на Общината с централата на МВР, която бива завършена след смъртта му. В Лозница той проектира и жилищни сгради. Арх. Дончев умира преждевременно през 1978 г. след тежко боледуване.
Неговите колеги го описват с думите „много надарен архитект”, “живееше с работата си”, “мислеше за всеки малък детайл“, “не влизаше в рамките на архитекта - чиновник, който образ искаха по това време да наложат над творците”.

## Проекти
След себе си арх. Дончев оставя голям списък от сгради и извън Лозница, по-значимите от които са:
- Почивен дом на трудещите се в с. Баня, Пазарджишко;
- Ловен дом във Воден, Разградско;
- Читалище в с. Родина, Великотърновско;
- Културен дом в с. Чомаковци;
- Читалище в с. Койнаре;
- Дом-паметник “Георги Трайков”;
- Сградата на общината в гр. Разград.

Арх. Стойко Дончев участва и в проектирането и оформлението на паметници в България:
- “Вестителя на свободата” край Враца;
- Паметник на антифашистката борба в с. Борован;
- Братска могила при Саранци;
- Паметник на хан Аспарух в гр. Исперих;
- Бюст-паметник на Илия Тотев в Лозница;
- Обзавеждане и художествено оформяне на възстановения кораб “Радецки”, съвместно с художника Евгени Поптошев.